# Bronx
Bronx je jedním z pěti obvodů města New York a zároveň jedním z okresů amerického státu New York. Bronx je jediným městským obvodem New Yorku, který neleží na ostrově.

## Popis
Jedná se o původně chudou čtvrť s rozsáhlou černošskou a hispánskou komunitou. V 60. letech 20. století Bronx neslavně proslul jako nejbrutálnější část New Yorku a vyznačoval se nejvyšší kriminalitou. Přepadení, krádeže aut, drogy a dealeři byli v jižní části města každodenní samozřejmostí. V poslední době se ale situace zlepšila a zčásti nastoupila gentrifikace. V roce 2005 zde žilo přibližně 1,3 mil. obyvatel (48 % hispánci, 36 % černoši, 14 % běloši, 2 % ostatní).
Jižní část je domovem nejznámějšího amerického baseballového týmu New York Yankees, hip hopu a breakdance.

## Historie

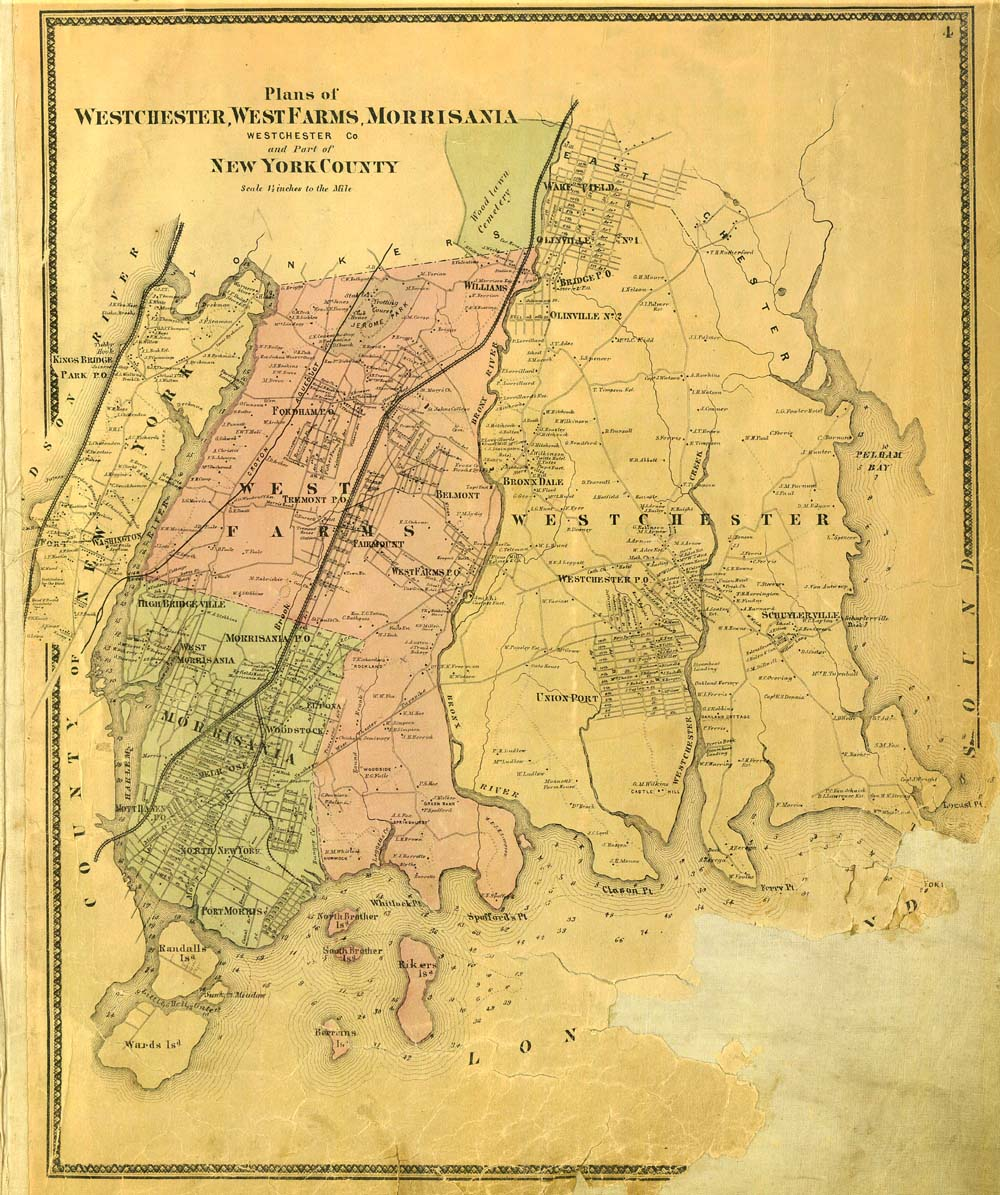
Mapa Bronxu z roku 1867

Poloha Bronxu vyznačena červeně.

Bronx prošel rychlým růstem po první světové válce. Rozšíření newyorského metra přispělo ke zvýšení populace, když tisíce imigrantů zaplnily Bronx, což zapříčinilo významný rozmach výstavby. Z imigrantských skupin se tu usadilo mnoho Iroameričanů, Italoameričanů a zejména Židoameričanů. Kromě toho se do čtvrti přistěhovali ve větší míře Francouzi, Němci a Poláci. V této době se velmi zvýšila Židovská populace čtvrti. V roce 1937 žilo podle židovských organizací v Bronxu 592 185 Židů (43,9 % populace čtvrti), zatímco v roce 2002 jen asi 45000. V Bronxu stále stojí mnoho synagog, ale většina z nich byla přestavěna k jiným účelům.
V letech prohibice (1920–1933) se zločinnecké gangy v Bronxu vymkly kontrole. Irští, italští a polští imigranti pašovali většinu ilegální whisky. Od roku 1926 byl Bronx znám svou vysokou mírou kriminality. Po roce 1930 v Bronxu poklesla populace irských imigrantů a německá populace následovala v roce 1940, stejně jako mnozí Italové v roce 1950 a Židé v roce 1960. Od poloviny 60. let do poloviny 70. let v Bronxu došlo k prudkému poklesu kvality života obyvatelstva. Historici a sociologové toto zdůvodnili mnoha faktory. Jedním z těchto faktorů může být rozvoj výstavby výškových domů jako budov určených pro bydlení.
V 70. letech byl Bronx sužován vlnou žhářství. Bylo rozšířené především v jižním Bronxu, soustředilo se kolem Westchester Avenue a ve čtvrti West Farms. Nejčastější vysvětlení tohoto žhářství jsou pojistné podvody. Po zničení mnoha staveb v jižním Bronxu se žhářství výrazně snížilo v další části tohoto desetiletí, ale důsledky byly cítit ještě na začátku 90. let.

## Doprava

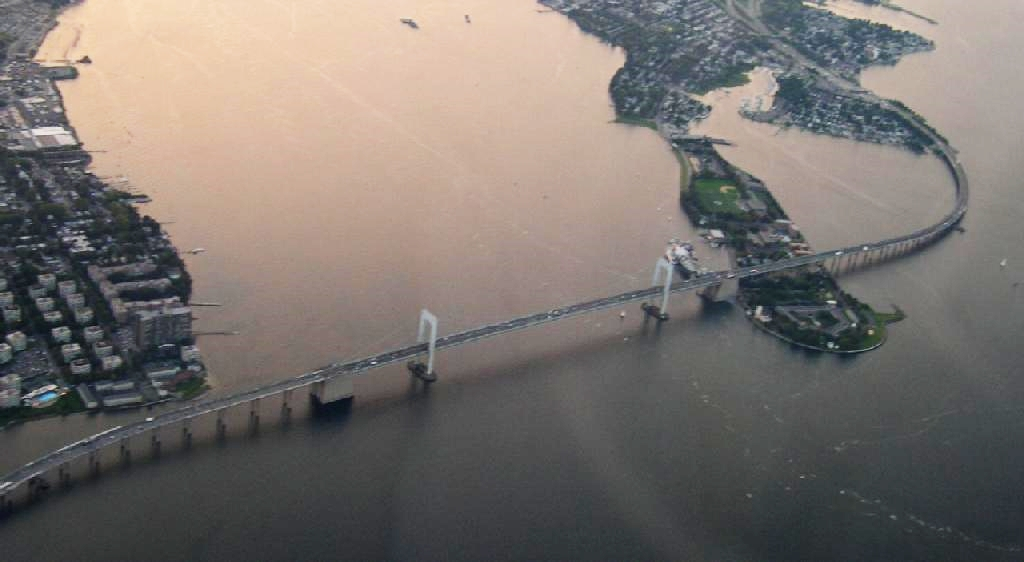
Pohled ze vzduchu na Throgs Neck Bridge

### Ulice
Síť ulic v Bronxu je nepravidelná. Stejně jako nejsevernější část horního Manhattanu, kopcovitý terén západního Bronxu nechává relativně volný styl pro síť ulic.
Východní Bronx je výrazně plošší a ulice mají tendenci být více pravidelné.

### Mosty a tunely
Mnoho tunelů a mostů pojí Bronx k Manhattanu a Queensu (3). Mezi ně patří, od západu na východ:
Na Manhattan: Spuyten Duyvil Bridge, Henry Hudson Bridge, Broadway Bridge, University Heights Bridge, Washington Bridge, Alexander Hamilton Bridge, High Bridge, Concourse Tunnel, Macombs Dam Bridge, 145th Street Bridge, 149th Street Tunnel, the Madison Avenue Bridge, Park Avenue Bridge, the Lexington Avenue Tunnel, Third Avenue Bridge (pouze provoz na jih) a Willis Avenue Bridge (pouze provoz na sever).
Na Manhattan a Queens: Robert F. Kennedy Bridge
Na Queens: Bronx–Whitestone Bridge a Throgs Neck Bridge.

### Hromadná doprava
V Bronxu je šest tratí newyorského metra.

## Demografie
Podle sčítání lidu Spojených států v roce 2000 zde žilo 1 332 650 lidí, bylo zde 463 212 domácností a 314 984 rodin. Hustota obyvatelstva činila 12 242,2 lidí na km². Na 100 žen tam případalo 87 mužů.
V roce 1999 činil střední příjem jedné domácnosti 27 611 dolarů a střední příjem pro rodinu byl 30 682 dolarů. Muži měli střední příjem 31 178 dolarů oproti 29 429 dolarům pro ženy. Příjem na hlavu byl 13 959 dolarů. Okolo 28,0 % rodin a 30,7 % populace žilo pod hranicí chudoby.